# ワンダとダイヤと優しい奴ら
『ワンダとダイヤと優しい奴ら』（ワンダとダイヤとやさしいやつら、原題：A Fish Called Wanda）は1988年制作のイギリス、アメリカ映画。ケヴィン・クラインがアカデミー助演男優賞を受賞した。盗まれたダイヤモンドの在り処をめぐるライト・ブラックなクライムコメディ。

## ストーリー
ジョージは吃音だが忠実な部下のケンと宝石強盗を計画し、アメリカ人のセクシーな詐欺師ワンダ、ヒットマンのオットーと共に計画を実行。高額のダイヤモンドを盗み出した。ワンダとオットーは兄妹だという触れ込みだったが、実は恋人同士でジョージを裏切り、警察に通報してしまう。ダイヤを持って逃げようとした二人だが、金庫を開けてみると、中には何も入っていなかった。オットーを信用していなかったジョージが、ダイヤを本物の金庫に隠し、その鍵をケンに預けていたのだ。
警察に捕まったジョージは留置場で弁護士アーチーとの接見の後、面会に来たワンダとオットーに、共犯者の名前を挙げて司法取引に応ずる気があることを告げる。ワンダはケンの家で熱帯魚の水槽の中から鍵を見つけ、自分のペンダントの中に隠した。ワンダは続いて本物の金庫の手掛かりを得るべく弁護士アーチーに近づき色仕掛けを行う。最初はワンダの要求を突っぱねていたアーチーだが次第にワンダの色気と気立てのよさに惹かれてゆく。ワンダとアーチーが、アーチーの家で結ばれようとしたとき、嫉妬に狂ったオットー、たまたま帰ってきたアーチーの妻ウェンディと娘ポーシャが乱入してくる。ワンダの落としたペンダントをウェンディへのプレゼントだとアーチーは取り繕ったが、今度はワンダがペンダントを返してくれるように泣きついてくる。アーチーは泥棒を偽装しワンダのペンダントを妻の宝石箱から取り戻した。そんな経緯もあって、ワンダのほうも次第に誠実なアーチーに好意を寄せてゆく。
一方で、ジョージは無罪を勝ち取るために、目撃者であるコーディ夫人を殺害するようにケンに命じていた。ケンはコーディ夫人を殺そうと算段するが、なぜか夫人の飼い犬を次々に死なせてしまうことになった。動物を愛するケンにはつらい出来事になったが、老婦人は心臓発作のため亡くなる。
ジョージの裁判が開かれた。ワンダは証言台に立ちジョージのアリバイを崩す証言を行った。この裁判の中でアーチーの浮気を確信したウェンディは離婚を宣言した。アーチーは金庫の隠し場所を言うようにジョージに迫る。盗品を返却して減刑を申し出る……と言うのは表向きの理由で、ワンダとの逃避行のためダイヤモンドを手に入れるためだ。その頃、オットーのほうも、ケンの飼っている熱帯魚を喰って脅し、金庫の隠し場所を聞き出していた。
一足早く、ダイヤモンドを手に入れたオットーはワンダを連れて空港へ。アーチーとケンも2人を追って空港へ。空港内では、ワンダを連れて高飛びしようとするオットー。オットーを出し抜いてダイヤを手に入れアーチーを待つワンダ。オットーからワンダを奪い返そうとするアーチー。オットーに喰われた熱帯魚たちの仇を討とうとするケン。四者それぞれの思惑と騒動の結果、オットーはローラー車の下敷きになる。オットーの最期を見たケンは喜びのあまり吃音も治り、アーチーはワンダと無事に再会、ダイヤモンドと共に逃避行へと旅立つ。
エンディングでは後日談として登場人物たちの行く末が語られる。アーチーとワンダは結婚し、計17人もの子宝に恵まれた。ケンは水族館ショーの司会になり愛する動物たちと共に過ごしている。死んでなかったオットーは南アフリカに移住し司法大臣になった。

## キャスト
|              |                              | 日本語吹替 | 日本語吹替 |
| 役名         | 俳優                         | TBS版      | 機内上映版 |
| ------------ | ---------------------------- | ---------- | ---------- |
| アーチー     | ジョン・クリーズ             | 阪脩       | 阪脩       |
| ワンダ       | ジェイミー・リー・カーティス | 高島雅羅   | 高島雅羅   |
| オットー     | ケヴィン・クライン           | 大塚芳忠   | 安原義人   |
| ケン         | マイケル・ペイリン           | 青野武     | 樋浦勉     |
| ジョージ     | トム・ジョージソン           | 千田光男   |            |
| コーディ夫人 | パトリシア・ヘイズ           | 京田尚子   |            |

- TBS版 - 初放送1993年8月18日 TBS 『水曜ロードショー』
- 機内上映版：Amazon Prime Videoの『MGM』チャンネル内で配信。